# サンシャインミリオンズダッシュステークス
サンシャインミリオンズダッシュステークス（Sunshine Millions Dash Stakes）は、2003年に創設されたアメリカ競馬イベントのサンシャインミリオンズで行われていた、ダートまたはオールウェザー6fの競走である。

## 概要
2003年にサンタアニタパーク競馬場とガルフストリームパーク競馬場を所有するマグナエンターテイメント社の提案でアメリカ最大の競走馬産地であるケンタッキー州に対して両競馬のある州のカリフォルニア州産とフロリダ州産の競走馬アピールのために創設されたサンシャインミリオンズの3歳馬によるダート短距離競走であった。
出走資格はカリフォルニア・フロリダ産限定サラ系3歳の競走馬。
負担重量は定量で120ポンド、牝馬の減量は無い。
賞金総額は25万ドル。1着賞金は13万7,500ドルで、以下2着5万ドル、3着3万ドル、4着2万ドル、5着1万2,500ドル。

## 歴史
- 2003年 創設。
- 2004年
  - 負担重量を120ポンドに変更。
  - 施行距離を6ハロンに変更。
- 2008年 本年からサンタアニタパーク競馬場で開催する施行馬場がダートトラックからオールウェザートラックに変更。
- 2010年 廃止。

### 開催競馬場
| 回数  | 開催競馬場                   | 施行距離         |
| ----- | ---------------------------- | ---------------- |
| 第1回 | ガルフストリームパーク競馬場 | ダート7f         |
| 第2回 | サンタアニタパーク競馬場     | ダート6f         |
| 第3回 | ガルフストリームパーク競馬場 | ダート6f         |
| 第4回 | サンタアニタパーク競馬場     | ダート6f         |
| 第5回 | ガルフストリームパーク競馬場 | ダート6f         |
| 第6回 | サンタアニタパーク競馬場     | オールウェザー6f |
| 第7回 | ガルフストリームパーク競馬場 | ダート6f         |

### 歴代優勝馬
| 回数  | 施行日        | 調教国・優勝馬     | 日本語読み               | 性齢 | タイム  | 優勝騎手       | 管理調教師     |
| ----- | ------------- | ------------------ | ------------------------ | ---- | ------- | -------------- | -------------- |
| 第1回 | 2003年1月24日 | Valid Video        | ヴァリッドヴィデオ       | 騸3  | 1:22.38 | E.プラード     | D.マニング     |
| 第2回 | 2004年1月24日 | Saint Afleet       | セイントアフリート       | 牡3  | 1:08.68 | K.デザーモ     | C.ドレイス     |
| 第3回 | 2005年1月29日 | Lost in the Fog    | ロストインザフォグ       | 牡3  | 1:09.96 | R.ベイズ       | G.ギルクリスト |
| 第4回 | 2006年1月28日 | Da Stoops          | ダストゥープス           | 牡3  | 1:08.94 | V.エスピノーザ | B.バファート   |
| 第5回 | 2007年1月27日 | Storm in May       | ストームインメイ         | 牡3  | 1:10.22 | M.クルーズ     | W.カプラン     |
| 第6回 | 2008年1月26日 | Bob Black Jack     | ボブブラックジャック     | 牡3  | 1:06.53 | D.フローレス   | J.カスパロフ   |
| 第7回 | 2009年1月24日 | This Ones for Phil | ディスワンズフォーフィル | 騸3  | 1:09.10 | E.プラード     | R.ダトローJr   |